# Silwija Danekowa
Silwija Georgiewa Danekowa (bulgarisch Силвия Георгиева Дънекова; englisch Silvia Danekova; * 7. Februar 1983 in Kotel) ist eine ehemalige bulgarische Leichtathletin, die im Mittel- und Langstreckenlauf sowie im Hindernislauf an den Start ging.

## Sportliche Laufbahn
Erste internationale Erfahrungen sammelte Silwija Danekowa bei den Crosslauf-Weltmeisterschaften 2010 in Bydgoszcz, bei denen sie nach 30:00 min auf den 81. Platz im Einzelbewerb gelangte. Im Oktober erreichte sie dann bei den Halbmarathon-Weltmeisterschaften in Nanning nach 1:21:21 h Rang 46. Im Jahr darauf belegte sie bei den Balkan-Meisterschaften in Sliwen in 4:31,02 min den vierten Platz im 1500-Meter-Lauf und gewann über 3000 m Hindernis in 10:10,98 min die Bronzemedaille hinter der Griechin Maria Pardalou und Luiza Gega aus Albanien. Zudem sicherte sie sich mit der bulgarischen 4-mal-400-Meter-Staffel in 3:47,23 min die Silbermedaille hinter dem rumänischen Team. 2012 gelangte sie bei den Europameisterschaften in Helsinki mit 9:51,45 min auf den zehnten Platz im Hindernislauf und schied anschließend bei den Olympischen Sommerspielen in London mit 9:59,52 min in der Vorrunde aus. Zudem wurde sie bei den Halbmarathon-Weltmeisterschaften in Kawarna in 1:24:07 h 55. Im Jahr darauf gewann sie bei den Balkan-Hallenmeisterschaften in Istanbul in 4:16,36 min die Silbermedaille über 1500 Meter hinter der Albanerin Luiza Gega, ehe sie bei den Halleneuropameisterschaften in Göteborg mit 4:17,62 min nicht über den Vorlauf hinauskam. Ende Juli siegte sie in 9:43,81 min im Hindernislauf bei den Balkan-Meisterschaften in Stara Sagora und belegte dort in 4:!8,30 min den vierten Platz über 1500 Meter. Daraufhin gelangte sie bei den Weltmeisterschaften in Moskau mit 9:58,57 min im Finale auf Rang 14. Im Dezember wurde sie dann bei den Crosslauf-Europameisterschaften in Belgrad in 27:26 min 13. im Einzelbewerb. 2014 verteidigte sie bei den Balkan-Meisterschaften in Pitești in 9:43,45 min ihren Titel im Hindernislauf, gewann in 4:26,54 min die Bronzemedaille über 1500 Meter hinter den Rumäninnen Florina Ștefana und Claudia Bobocea und wurde im Staffelbewerb in 3:51,07 min Fünfte. Anschließend belegte sie bei den Europameisterschaften in Zürich in 9:44,81 min den achten Platz über 3000 m Hindernis und erreichte im Dezember bei den Crosslauf-EM in Samokow nach 30:46 min Rang 36.
2015 gewann sie bei den Balkan-Hallenmeisterschaften in Istanbul in 4:16,04 min die Silbermedaille über 1500 Meter hinter der Rumänin Florina Ștefana und gelangte kurz darauf bei den Halleneuropameisterschaften in Prag mit 4:25,44 min auf Rang elf. Im August siegte sie bei den Balkan-Meisterschaften in Pitești mit neuem Meisterschafts- und Landesrekord von 9:33,41 min über 3000 m Hindernis und sicherte sich in 16:03,64 min die Bronzemedaille im 5000-Meter-Lauf hinter der Türkin Esma Aydemir und Ancuța Bobocel aus Rumänien. Anschließend kam sie bei den Weltmeisterschaften in Peking mit 9:46,31 min nicht über den Vorlauf über die Hindernisse hinaus und wurde im Dezember bei den Crosslauf-Europameisterschaften in Hyères in 27:38 min 45. im Einzelbewerb. Im Jahr darauf gewann sie bei den Balkan-Hallenmeisterschaften in Istanbul in 4:13,80 min die Silbermedaille über 1500 Meter hinter der Albanerin Luiza Gega und im Juni sicherte sie sich bei den Freiluft-Balkan-Meisterschaften in Pitești in 10:05,99 min die Silbermedaille im Hindernislauf der Rumänin Bobocel. Sie sollte daraufhin erneut an den Olympischen Spielen in Rio de Janeiro teilnehmen; jedoch wurde ihr ein Start aufgrund eines positiven Dopingtests auf Erythropoetin (EPO) untersagt und die Athletin mit einer mehrjährigen Sperre belegt, woraufhin sie ihre aktive sportliche Karriere im Alter von 33 Jahren beendete. 
In den Jahren 2011, 2013 und 2015 wurde Danekowa bulgarische Meisterin im 1500-Meter-Lauf, 2010 und 2012 sowie 2014 und 2015 über 5000 Meter, 2013 und 2015 im 10.000-Meter-Lauf sowie von 2010 bis 2014 und 2016 über 3000 m Hindernis und 2010 und 2013 im Halbmarathon. Zudem wurde sie 2013, 2015 und 2016 Hallenmeisterin über 1500 Meter sowie 2009 und 2010 und 2013 und 2016 über 3000 Meter.

## Persönliche Bestleistungen
- 1500 Meter: 4:18,30 min, 28. Juli 2013 in Stara Sagora
  - 1500 Meter (Halle): 4:13,80 min, 27. Februar 2016 in Istanbul
- 3000 Meter: 9:13,12 min, 29. Mai 2016 in Plowdiw
  - 3000 Meter (Halle): 9:13,12 min, 1. März 2016 in Belgrad
- 5000 Meter: 16:03,64 min, 2. August 2015 in Pitești
- 10.000 Meter: 34:00,77 min, 8. Juni 2013 in Prawez
- Halbmarathon: 1:20:00 h, 13. April 2013 in Dobritsch
- 3000 m Hindernis: 9:33,41 min, 1. August 2015 in Pitești (bulgarischer Rekord)